# Alberto de Carvalho
Alberto de Carvalho (Luanda, 18 agosto 1956) è un allenatore di pallacanestro angolano con cittadinanza portoghese.
È soprannominato Ginguba.

## Carriera
Dopo alcune esperienze alla guida di club portoghesi, ha fatto ritorno in patria venendo nominato allenatore del Atlético Petróleos Luanda Basquetebol nel 2006. Nello stesso anno è divenuto il selezionatore della Nazionale angolana, con cui ha disputato i Mondiali 2006, i FIBA AfroBasket 2007 (chiusi al primo posto) e i Giochi di Pechino 2008.
Ha poi allenato lo Sporting de Cabinda, e dal 2012 al 2013 ha guidato l'Interclube Luanda.